# Ukrnafta
Ukrnafta est une entreprise ukrainienne d'extraction d'hydrocarbures fondée en 2004, et faisant partie de l'indice PFTS, principal indice de la bourse de Kiev.

## Historique
Le 31 juillet 2020, Oleg Gez devient le PDG de l'entreprise.

## Saisie pendant l'invasion russe de l'Ukraine
Le 7 novembre 2022, le gouvernement ukrainien annonce saisir Ukrafta ainsi que quatre autres entreprises en raison des "besoins urgents du secteur de défense" vis-à-vis de l'invasion russe de l'Ukraine.